# Яснозір'я (Черкаський район)
Ясно́зір'я — село в Україні, в Черкаському районі Черкаської області, підпорядковане Мошнівській сільській громаді.

## Історія
За легендою, сюди переселилися вихідці з містечка Городок, яке було розташоване в сучасному урочищі Старобір'я. На думку прихильників, про правдивість цієї версії свідчить стара назва села — Пожежа, яку дали на спомин про пожежу, що спалина Городок. За однією з легенд, Городок було спалено при монгольському набігу, за іншою — при татарському. За часів володарювання графа Воронцова, селу дали назву Білозір'я, на честь озера, що лежить посеред села. При територіальному поділі за часів Радянської влади, коли село було передане до Черкаського району, воно отримало сучасну назву. Перед революцією 1917 року на території села діяли цегляний завод та спиртова фабрика. В селі існувала Покровська церква, фото та картини з якої збереглися серед жителів. Церква була збудована в стилі українського бароко. Існує легенда, що в ній зберігалася чудотворна ікона, яку знайшли в одній із криниць по дорозі до Старобір'я.

### З записів Пруденко Улити Дмитрівни (1921—2006), що викладала історію в Яснозірській восьмирічній школі
Свідками далекого минулого села і в цілому місцевості, де воно розташоване, служать могили, яких нараховується 10. Одна з них називається Розкопаною, висотою до 10 метрів. На ній виявлені сліди давніх розкопок. Аналізуючи знахідки, виявлені в могилах, могили відносять до скіфських часів VII—II ст. до н. е. Яснозір'я стародавнє українське село, що було засноване східними слов'янами в часи виникнення Київської Русі.
Перше поселення виникло на острові, що омивався водою річок Росі та Вільшанки. Ця місцевість розташована в урочищі Старобір'я і до цього часу зберегла свою назву Городок. Урочища Старобір'я та Городок були природно захищені від завойовників.
З XIII ст. Городок, як і більшість городищ і сіл були спустошені в час монголо-татарського нашестя. Після спалення Городка уцілілі жителі стали поселятися на місці сучасного хутора — Комарівки. Це поселення мало назву Пожежа, тобто від спалення Городка.

Отже, село називалося Пожежею аж до початку ХІХ ст. У час, коли село належало Воронцову М. С., воно дістало назву Білозір'я, за назвою озера, що розташоване посеред села. Ось що розповідає про Білозір'я Л. Похилевич у своїй книзі «Сказание о населенных местностях Киевской губернии»:
Белозерье Воронцовых, ранее называлось Пожежа. Это село очень древнее. Через заболоченность местности оно неправильно разбросано. Возле села было большое озеро (ныне болото). Имеется остров заросший лесом. Здесь на острове в древности было село и в нем была церковь Преображения. Близь села находится 10 могил, стоящих рядом. У них находили кости людей и разных животных. В селе в 1721 году было 80 дворов Белозерья и 30 дворов с. Байбузы» (стор. 40—41).
На початку 18 ст. Білозір'я, Байбузи, Мошни, Тубільці та інші села належали Янушу Вишневецькому. Після смерті Януша цими селами володіла його дочка. В 1637 році вибухнуло визвольне повстання під проводом Павлюка (Павла Бута). Запеклий бій відбувся в урочищі Борщівка, що між Пожежею та Кумейками, де повстанці зазнали поразки.
Після реформи 1861 року в селі Білозір'я, точніше, між Білозір'ям та Байбузами, було побудовано спиртовий завод, а в Закревці черепичний завод, біля Закревки в лісі — лісопильню.
В 1861 році було відкрито початкову школу, яку згодом закрили. На 1864 рік, з 3828 жителів села, грамотними були лише 16 осіб. В 1907 році була побудована земська школа.
В 1906 році робітники заводів та економій поміщиці Балашової вимагали розподілу землі, але повстання було придушене.
У 1917—1920 роках у селі кілька разів змінювалось влада.
У 1928 році, під час примусової колективізації, утворено колгосп «Комунар», в який спершу було об'єднано 48 селянських господарств. У цей же рік привезли перший трактор «Путилівець». Першим трактористом був Нечипоренко Омелько Онисович, а його учнем Осадчий Іван Миронович. У передвоєнні роки в селі було три колгоспи: «Комунар», «8 березня» та «17 з'їзду ВКП(б)».
За часів німецької окупації було вивезено на роботу в Німеччину 151 особа хлопців та дівчат. Було спалено приміщення середньої школи, а семирічку перетворено в гараж для танків. 6 лютого 1944 року село було звільнене.
В 1950 році колгоспи було з'єднано в один — ім. Крупської. За статистичними даними колгоспу від 1.03.1965 року, в селі нараховувалося 150 громадських колгоспних будівель. В розпорядженні села було 6 105,6 га. землі. 1570 голів великої рогатої худоби, 311 коней, 1739 голів свиней, 980 голів овець та 2621 голова птиці. На полях колгоспу працювало 33 трактори, 30 вантажних машин, 3 спецмашини, 5 мотоциклів, 5 зернових комбайнів, 7 кукурудзозбиральних і 1 картоплезбирач, 2 силосозбірних комбайни. Колгосп мав допоміжні підприємства: лісопильню, 2 цегельні заводи, 2 млини вітряні (останці млинів були ще до 90 рр. минуло століття), механічні — 3, столярна майстерня — 1, ремонтна — 1, виноробка — 1, олійниця — 1. Працювало 2 школи — восьмирічна та середня. В 1964 році збудовано Будинок культури на 600 місць, з бібліотекою 10 тис. книжкового фонду. Працювала лікарня на 25 ліжок, 1 медпункт, 4 дитячих ясел. Село обслуговувало 10 магазинів та їдальня, що давало товарообороту на 702 тис. руб. (дані сільпо на 1.01.1965 року)В колгоспі працювала агрохімічна лабораторія. Шефами колгоспу стали працівники Канівської ГЕС. В 60-ті роки минулого століття село було електрифіковане. На той час електроенергію постачала Кременчуцька ГЕС. Було електрифіковано 670 дворів колгоспників. Працював радіовузол, до якого було підключено 975 дворів. На 1965 рік в селі було 10 телевізорів.
У зв'язку з новою реорганізацією районів, в 1965 році село Білозір'я було перейменовано в Яснозір'я.

### Громадянська війна 1917—1921
За даними метричних книг, що збереглись у державних архівах у 1919 р. село пережило масові вбивства. Це може бути пов'язано з помстою за вбивство більшовицького ватажка Ф. Н. Ільїна, що відбулося навесні 1919 року. Особливо вражають записи про вбивство дітей зокрема 4 місячне немовля.
- 4 січня — Пащенко Микола Кирилович — вбитий — 7 років
- 31 травня — Феофан Несторович Ільїн — вбитий — 29 років
- 22 липня — Потап Микитович Дем'яненко — вбитий — 43 роки
- 11 серпня — Макар Максимович Сіренко — вбитий — 33 роки
- 22 серпня — Мефодій Афанасієвіч Сисоєв, Тельська губ. Богородського уїзду, Нікітської волості, село Нікольське — вбитий — 47 років
- 4 вересня — Федір Косьминович Ільїн — вбитий — 30 років
- 4 вересня — Іван Косьминович Ільїн — вбитий — 38 років
- 17 вересня — Лук'ян Дмитрович Небелиці син Максим — вбитий — 17 років
- 18 вересня — Макарій Трохимович Сіренко — вбитий — 23 роки
- 13 вересня — Феодосій Володимирович Тараненко — вбитий — 31 рік
- 19 вересня — Юліани Андріївни Тараненко син Трохим — слабо народжений — 7 тижнів
- 15 вересня — Єрофія Тимофійовича Веретільника син Сергій — вбитий — 23 роки
- 15 вересня — Максима Тихоновича Сіренка син Яків — вбитий — 24 роки
- 22 вересня — Тимофій Ананійович Вискварка — вбитий — 33 роки
- 24 вересня — Макарій Аверкійович Пуш — вбитий — 24 роки
- 29 вересня — Пилипа Артемійовича Сльоти дочка Ірина — вбита — 18 років
- 29 вересня — Георгій Ісидорович Копилець — вбитий — 33 роки
- 5 жовтня — Опанас Іванович Чепурний — вбитий — 53 роки
- 15 жовтня — Макарій Карпович Терещенко — вбитий — 40 років
- 1 листопада — Григорія Йосиповича Завитовського дружина Акилина Микитівна, село Мошни — вбита — 29 років
- 7 листопада — Іван Сергійович Москаленко — вбитий — 36 років
- 7 листопада — Яків Никифорович Москаленко — вбитий — 36 років
- 7 листопада — Матвія Мойсейовича Герасименко син Стефан — вбитий  - 22 роки
- 9 листопада — Герман Васильович Лінчевський Священник села Яснозір'я — вбитий — 69 років
- 9 листопада — Германа Васильовича ЛІнчевського син Орест — вбитий — 30 років
- 10 листопад — Кіпріана Івановича Чепурного син Кирило — вбитий — 20 років
- 10 листопада — Давид Назарієвич Метеля — вбитий — 52 роки
- 17 листопада — Митрофан Гордієвич Романченко — вбитий — 43 роки
- 25 листопада — Корнелія Федоровича Пащенко син Григорій — вбитий — 6 років
- 1 грудня — Костянтина Федоровича Пуша син Іван — вбитий — 24 роки
- 2 грудня — Мина Євсевійовича Пуша дочка Акилина — вбита — 17 років
- 7 грудня — Петро Семенович Каракай — вбитий — 33 роки
- 11 грудня — Микола Якович Тараненко — вбитий — 27 років
- 19 грудня — Никифор Іванович Фоменко — вбитий — 28 років
- 19 грудня — Никифора Івановича Фоменко дружина Наталія Микитівна — вбита — 32 роки
- 19 грудня — Никифора Івановича Фоменко син Петро — вбитий — 4 місяці.

Загалом за 1919 рік в селі було вбито 36 осіб.

## Населення
За даними перепису 2001 року в селі мешкало 3695 осіб.

### Мовний склад
Рідна мова населення за даними перепису 2001 року:
| Мова       | Чисельність, осіб | Доля     |
| ---------- | ----------------- | -------- |
| Українська | 3 632             | 98,30 %  |
| Російська  | 61                | 1,65 %   |
| Інше       | 2                 | 0,05 %   |
| Разом      | 3 695             | 100,00 % |

## Метрика
У Державних архівах збереглись метричні та сповідальні книги села. Зокрема у Черкаському обласному історичному архіві збереглась метрика починаючи з 1846 по 1921 роки. Також збережено церковні книги села з 1815 по 1874, що зберігаються у Центральному державному історичному архіві України м. Київ.

## Відомі люди
У селі народилися:
- Небилиця Василь Іванович (1910—1945) — Герой Радянського Союзу[2]
- Сльота Іван Михайлович (1937—2014) — письменник та хоровий диригент, народний художник України
- Бондар Іван Іванович (1944) — художник
- Ільїн Феофан Несторович (1889—1919) — активний учасник становлення радянської влади на Черкащині, командир інтернаціонального батальйону імені Спартака

## Фотогалерея

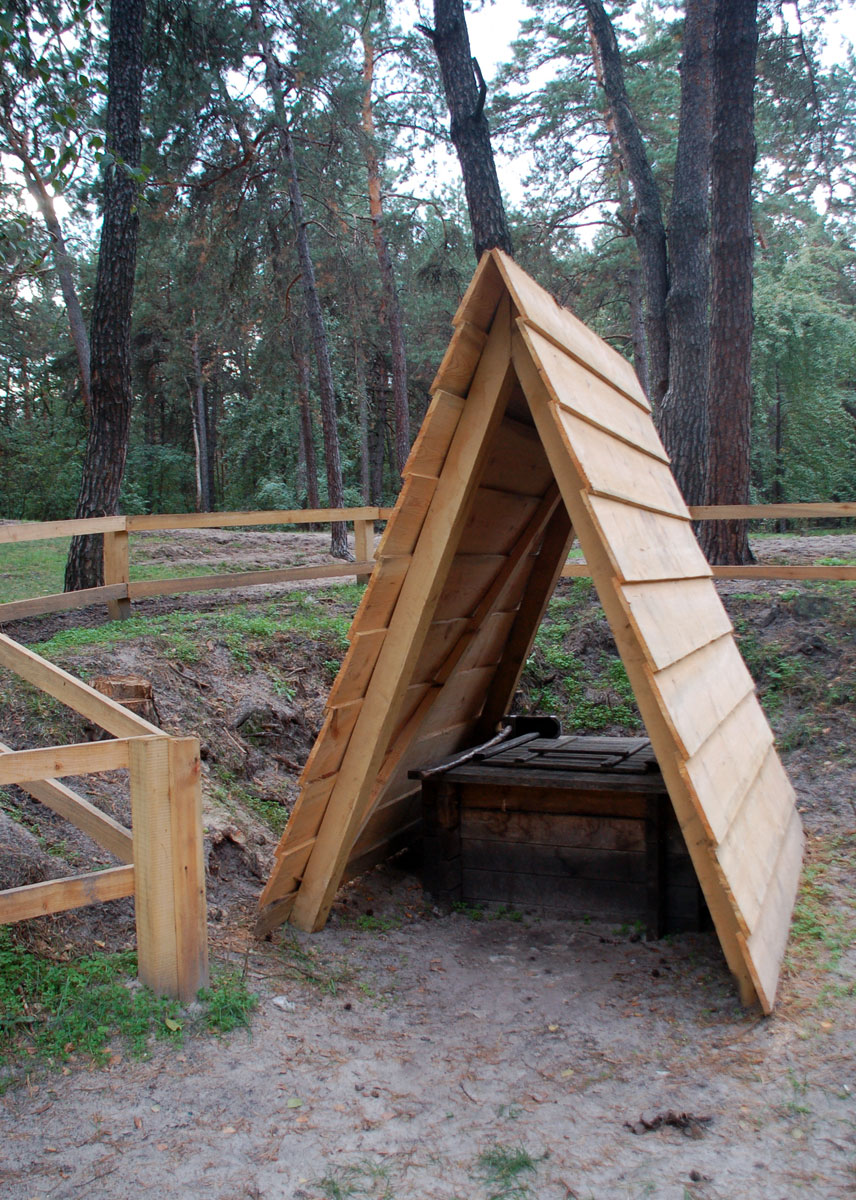
Криничка в лісі.
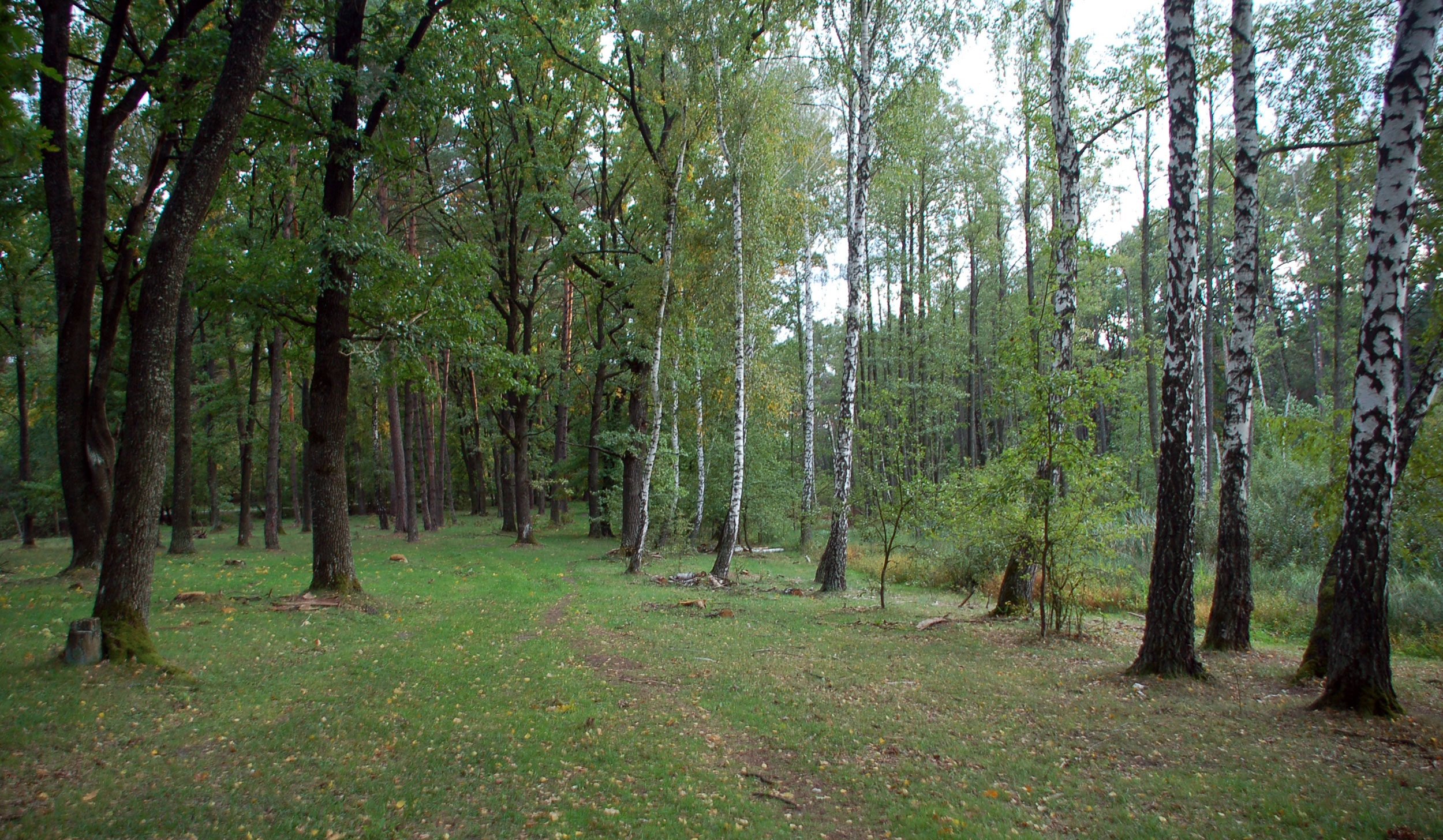
Ліс.
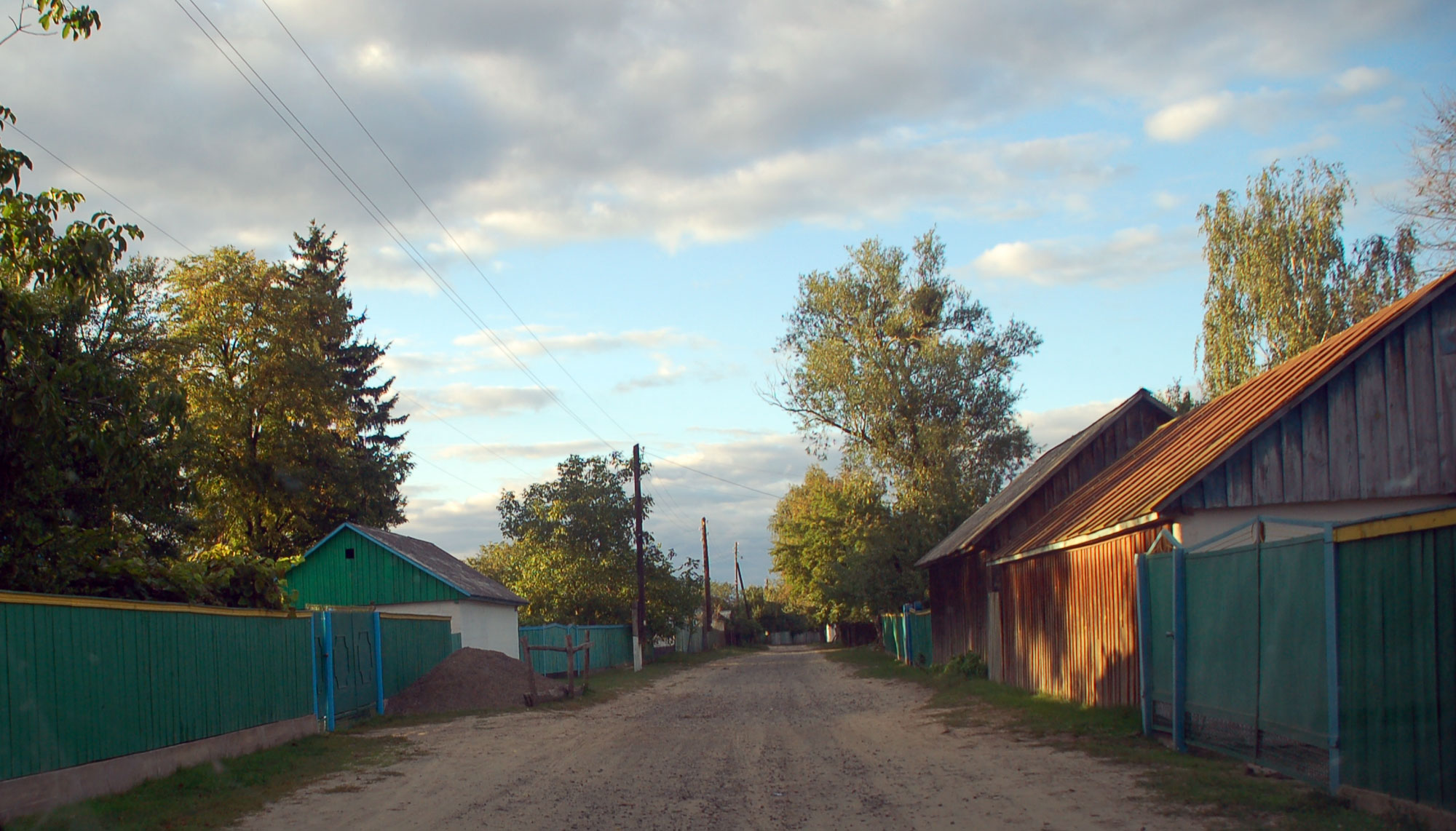
Сільська вулиця.
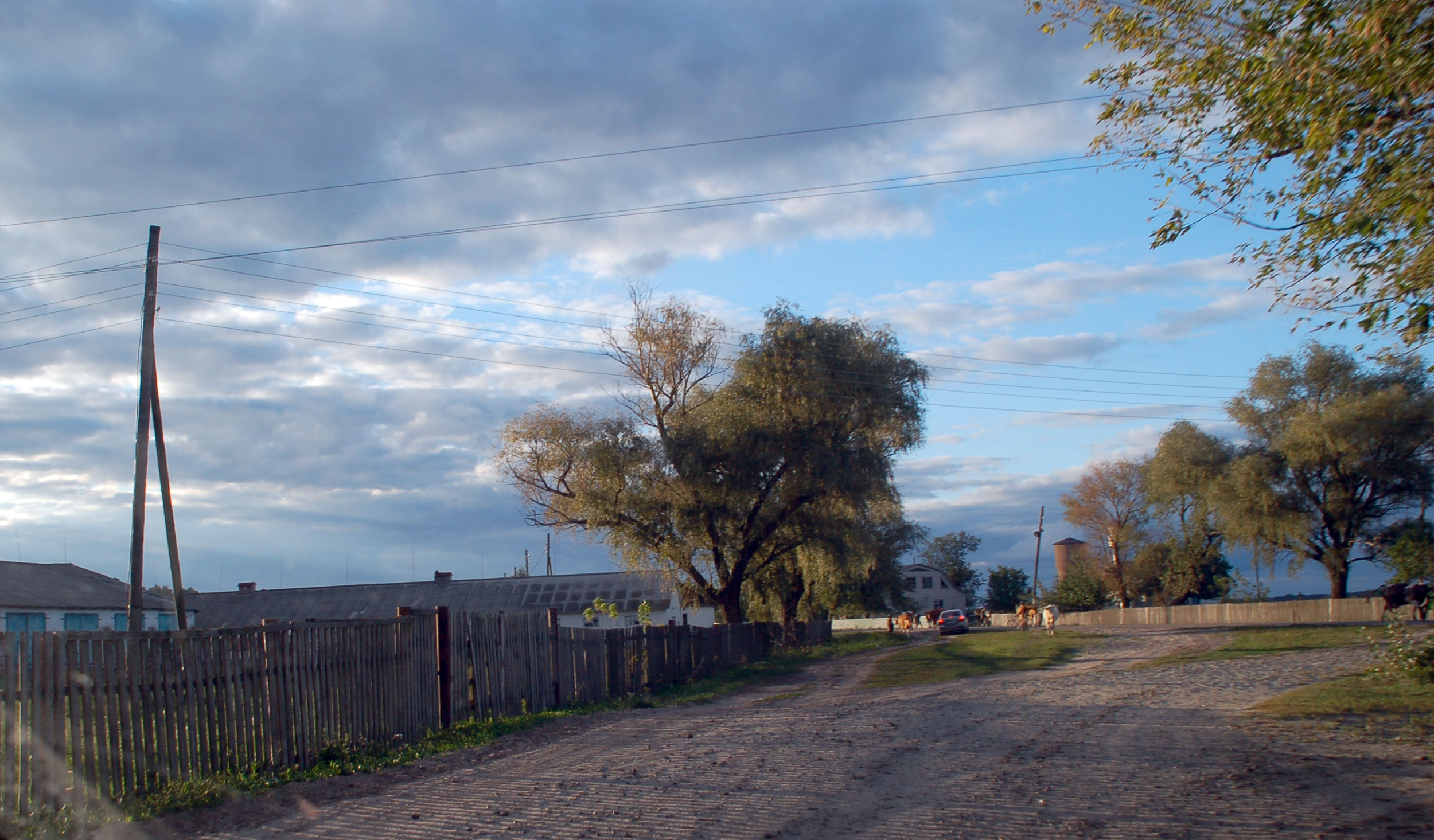
Біля ферми.
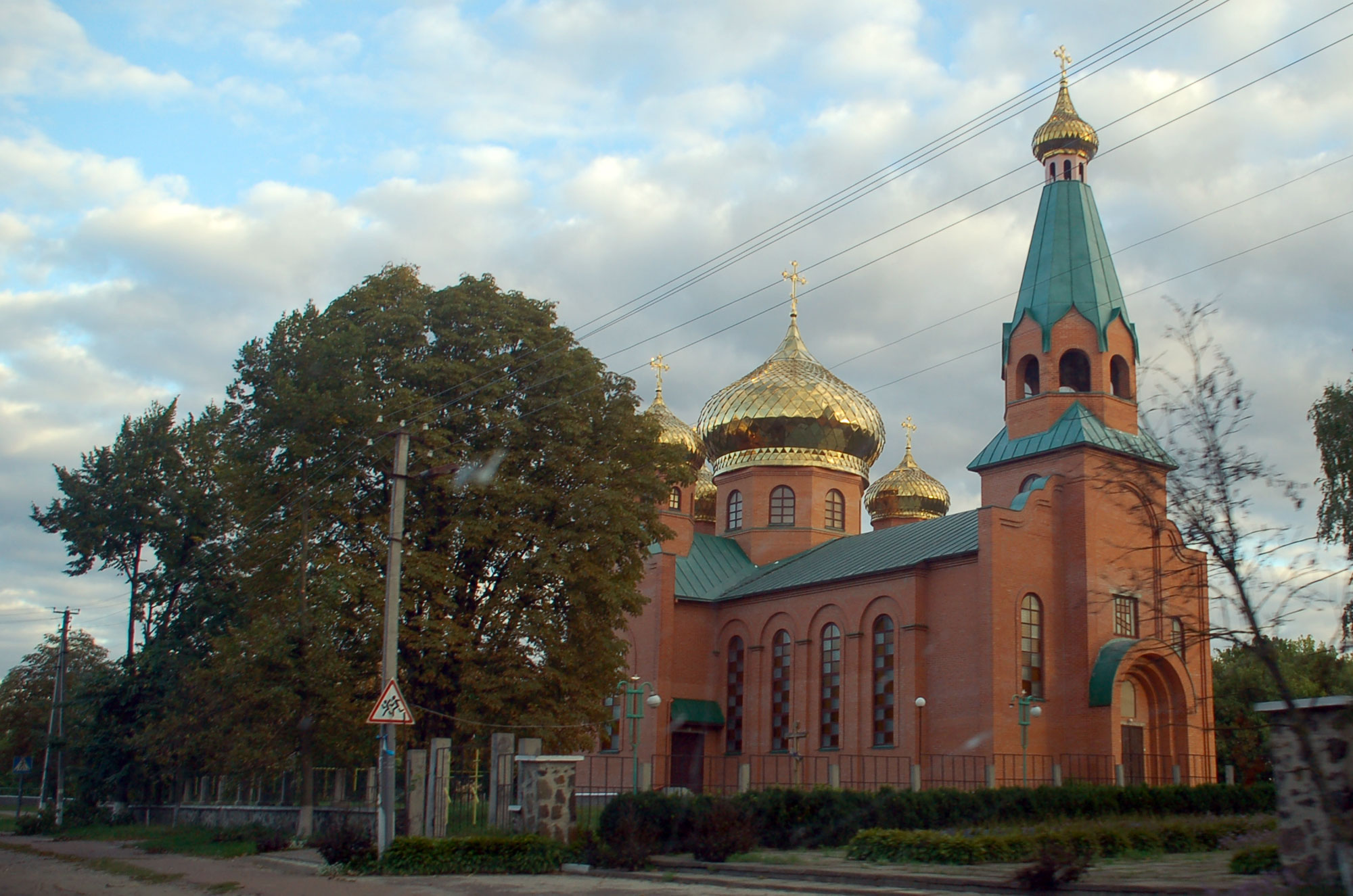
Церква.
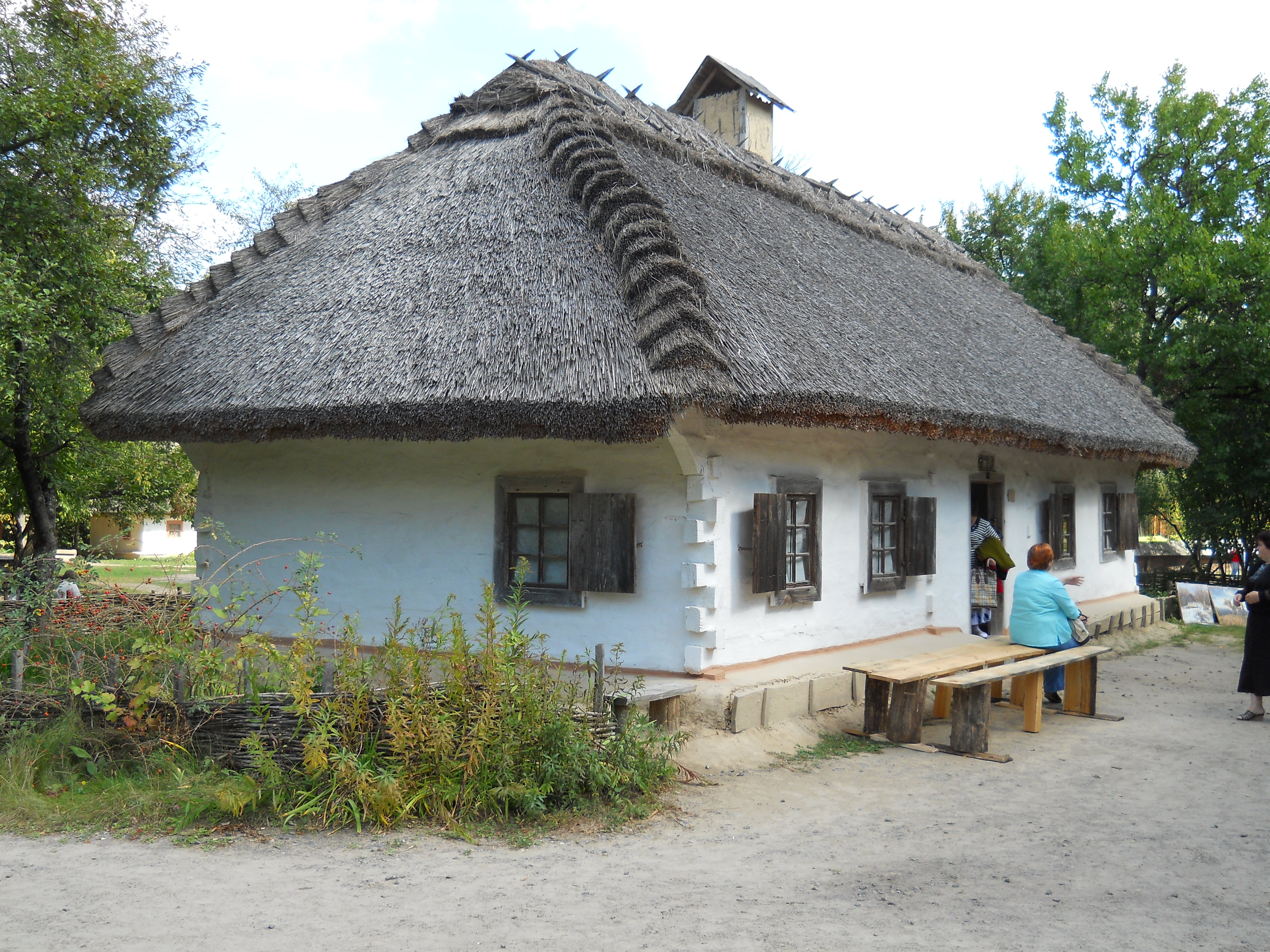
Хата із с. Яснозіря Черкаського р-ну Черкаської обл. з садиби № 2 в музеї в Пирогові.